# 綠號列車

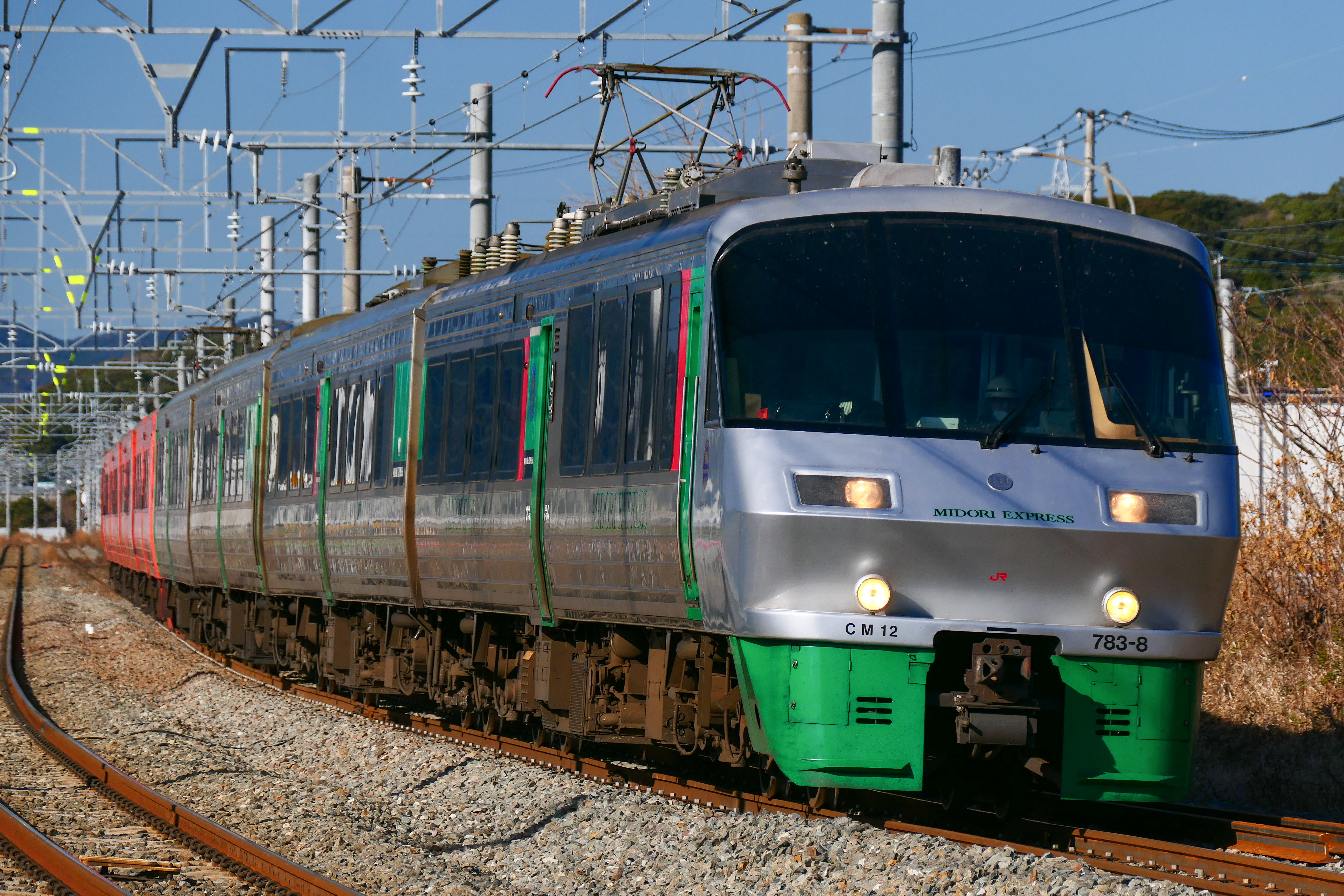
佐世保線上的JR九州783系
特急列車「綠號」(2023年1月)

綠（Midori）是一列由日本JR九州經營，行駛於博多車站（福岡）與佐世保車站間，鹿兒島本線、長崎本線與佐世保線上的特急列車。

## 營運方式
除了週末與特殊活動期間有特殊的班次安排外，在平日每天有16個綠號的班次，以大約每小時發車一班的頻率往返於博多與佐世保之間。在這些班次中，有8班（上下行各4班）在博多至早岐路段上會與前往豪斯登堡的另一特急列車「豪斯登堡」以串掛的方式運行，而另外一半的班次則是單獨發車。在日本全國諸多特急列車之中，綠號列車是服務區間最西的一列。

## 使用車輛
「綠」使用了包括與783系與787系在內，全都是由南福岡車輛區管理的特急用電聯車。
- 783系：綠號列車的主力使用車輛，自2000年3月11日開始導入服務。783系車輛原則上採用四輛車的編組進行服務，或與也是四輛編組的豪斯登堡號串掛，變成八輛編組的列車。由於在八輛一組的串掛編組中綠號是被指定為後半段的5至8號車，為了避免混淆縱使是在綠號單獨四輛一組發車行駛時，也是沿用八輛一組的車廂編號，變成整輛列車只有5至8號車而無1至4號車的特殊現象[4]。
- 787系：原本在2004年至2010年間僅偶爾會在長崎本線上支援作為綠號列車臨時支援用車的787系，因為在2011年九州新幹線全線通車、鹿兒島本線上的特急列車班次大幅裁撤而釋出，而於3月12日的班表更新中導入綠號列車的固定班次使用，是配置有特等座（DXグリーン席）與頭等包廂（グリーン個室）的較高級車輛，每天僅有上下行各兩班次[4]。在2011年導入初期，787系的綠號原本是採六輛編組，但在2014年3月15日之後改為7輛編組。

## 停靠車站
由博多發車往佐世保方向稱為下行，反之則為上行，「綠」的沿線停靠車站分別如下：
博多 -（二日市）- 鳥 - 新鳥栖 -（吉野里公園）- 佐賀 - 江北 - 武雄溫泉 - 有田 - 早岐 - 佐世保
註：（括號）代表僅有部分列車停站